# Regione metropolitana di Caracas

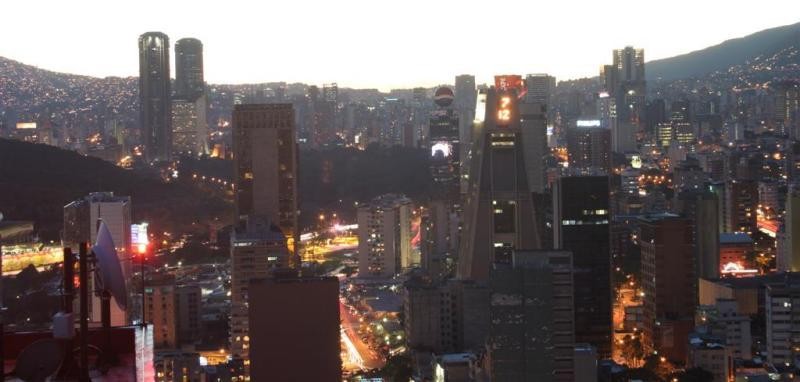
Skyline della città di Caracas

La regione metropolitana di Caracas o Grande Caracas è l'agglomerato urbano comprendente il distretto metropolitano di Caracas e le 11 municipalità contingue negli stati di Miranda e Vargas, in Venezuela. Non costituisce però un'unità amministrativa ufficiale. La conurbazione si estende da Caracas nelle direzioni di tutti e quattro i punti cardinali e conta una popolazione di 5.243.301 abitanti.

## Divisioni metropolitane
| Divisioni metropolitane                   | Censimento 2011 Popolazione | Area (km²) | Densità (pop/km²) | Città principali                                       |
| ----------------------------------------- | --------------------------- | ---------- | ----------------- | ------------------------------------------------------ |
| Distretto metropolitano di Caracas        | 3.273.863                   | 777,1 km²  | 4212,9/km²        | Caracas                                                |
| Area metropolitana della Valle del Tuy    | 754.081                     | 1694 km²   | 445,14/km²        | Ocumare del Tuy, Charallave, Santa Teresa del Tuy, Cúa |
| Area metropolitana di Guarenas-Guatire    | 473.728                     | 558 km²    | 848,97/km²        | Guatire, Guarenas                                      |
| Area metropolitana degli Altos Mirandinos | 454.929                     | 744 km²    | 611,46/km²        | Los Teques, San Antonio de Los Altos                   |
| Conurbazione del Litorale Varguense       | 341.325                     | 942 km²    | 362,34/km²        | La Guaira, Maiquetía, Catia La Mar, Caraballeda        |
| Regione metropolitana di Caracas          | 5.297.026                   | 4715,1 km² | 1.223,41/km²      |                                                        |